# تامنصورت
تامنصورت: هي مدينة مغربية حديثة النشأة إذ نشأت في سنة 2004 بالقرب من مراكش وتقع عند سفح جبال الأطلس مثل مراكش. تقع على بعد 10 كم إلى الشمال الغربي من مدينة مراكش على الطريق من آسفي وبالجديدة، عدد سكانها حسب احصاء 2014 حوالي 90,000 نسمة.

## النقل والمواصلات
تربط حافلات النقل الحضري ألزا بين مدينتي تامنصورت ومراكش (باب دكالة) بسعر 5 دراهم.